# Sonnenalpe Nassfeld

Sonnenalpe Naßfeld

Sonnenalpe Nassfeld ist ein unmittelbar nördlich des Nassfeldpasses gelegener Ortsteil der Stadtgemeinde Hermagor-Pressegger See im Bundesland Kärnten in der Republik Österreich. Der Ort ist vom Wintertourismus geprägt und hat 43 Einwohner (Stand 1. Jänner 2024).
Ebenso wie die gleichfalls der Stadtgemeinde angehörenden Orte Pressegger See und Sonnleitn ist auch Sonnenalpe Nassfeld eine Ortschaft, deren Entstehung auf den Tourismus zurückgeht. Das Zentrum der Ortschaft liegt auf einer Höhe von etwa 1510 Metern Höhe, der höchstgelegene Teil des Ortes befindet sich auf 1530 Metern Höhe am Nassfeldpass, unmittelbar an der Staatsgrenze zu Italien.